# حشره‌خوار دندان‌سفید چینی
 حشره‌خوار دندان‌سفید چینی (نام علمی: Crocidura rapax) نام یک گونه از سرده حشره‌خوارهای دندان‌سفید است.